# Strada statale 51 di Alemagna
La strada statale 51 di Alemagna (SS 51) è un'importante strada statale italiana.
Inizia a San Vendemiano, in provincia di Treviso, terminando a Dobbiaco, in provincia di Bolzano ed è stata per molto tempo un'importantissima arteria di collegamento tra la pianura veneta e i paesi di lingua tedesca (da qui il nome Alemagna, antico sinonimo di "Germania") almeno fino alla costruzione della rete autostradale. Oggi è molto importante per i turisti diretti in Cadore, valle del Boite e Comelico: per questo nei weekend estivi e invernali sono presenti code nel tratto tra l'ultima uscita dell'A27 a Pian di Vedoia fino a Pieve di Cadore nei pressi del ponte Cadore.

## Storia
La strada è stata da sempre un'importantissima via di comunicazione tra l'Europa centrale e Venezia, il porto per il Medio Oriente e la Terra santa. Probabilmente già in epoca preromana esisteva un semplice tratturo, che via via si trasformò in una via di comunicazione.
Essa fu anche chiamata Via Regia, perché percorsa, nel Medioevo da alcuni imperatori diretti verso le terre venete. L'arciduca Ranieri d'Austria dispose il totale rifacimento della strada e la sua ricostruzione sull'odierno tracciato; quest'opera terminò nel 1830. In quell'anno venne eretta la  "alta croce" all'inizio della val di Landro con l'iscrizione: "Weg nach Welschland“, la "strada verso la terra straniera".
In seguito al decreto legislativo 2 settembre 1997, n° 320, dal 1º luglio 1998, la gestione del tratto dal confine con il Veneto a Dobbiaco è passata dall'ANAS alla provincia autonoma di Bolzano. In quanto il decreto cede solo le competenze di gestione, e non la proprietà della strada, la sua classificazione amministrativa è rimasta invariata.

### Le varianti
Il 16 novembre 1985 la strada statale 51 riceve il suo primo tratto in variante, vale a dire il ponte Cadore, un viadotto costruito sopra il fiume Piave alto 184 m che è ancora oggi uno dei ponti stradali più alti d'Italia, costituito da una carreggiata a tre corsie (in precedenza la corsia centrale veniva utilizzata per il sorpasso, ma vista la pericolosità di tale configurazione si è deciso di consentire il sorpasso ai soli veicoli provenienti da Tai di Cadore). Ad esso si accompagna la viabilità d'accesso, costituita da un altro ponte sopra il fiume Piave nella frazione di Macchietto di Perarolo di Cadore, in corrispondenza dell'incrocio con il vecchio tracciato (questo prima nel 2008, anno della costruzione di una nuova variante) e dalla galleria Col di Caralte lunga 1.383 m, oltre ad un tratto costruito in trincea a scorrimento veloce. Tale variante è stata costruita al fine di evitare il transito della cosiddetta Cavallera, un tracciato di montagna costituito da una serie di tornanti, e per aggirare Perarolo di Cadore. Infatti prima del 1985, provenendo dal Cadore, nel tratto in cui oggi si imbocca il ponte, la strada curvava a sinistra, entrando appunto nella Cavallera. Dopo la costruzione del ponte Cadore, la Cavallera è stata formalmente interdetta al traffico, eccetto che per i frontisti, e viene riaperta solo in caso di chiusura del ponte o della galleria in cui il traffico viene deviato nel vecchio tracciato; per permettere ai veicoli provenienti da Tai di Cadore di raggiungere Perarolo, è stato costruito uno svincolo poco prima della galleria Col di Caralte (per chi proviene da Tai) che permette di imboccare la strada Caralte-Perarolo. L'ex tracciato della SS 51 da Macchietto a Perarolo di Cadore è stato declassato a strada provinciale e classificato come SP 42 della Cavallera; la Cavallera è ancora di competenza dell'ANAS ed è classificata come Nuova strada ANAS 309.
Dal 1994 il tracciato da Cadola fino a Pian di Vedoia (Ponte nelle Alpi) è affiancato da un tratto senza pedaggio dell'Autostrada A27. Dal 2001, in seguito a una verifica statica, il ponte sul Piave situato in località Rione Santa Caterina è stato interdetto al traffico pesante (autobus e autocarri con massa a pieno carico sopra le 7,5 t); pertanto il tratto senza pedaggio dell'autostrada è utilizzato a tutti gli effetti come variante della SS 51, dal momento che i segnali di indicazione che riportano Treviso, l'Alpago (a Pian di Vedoia e al bivio di Ponte nelle Alpi) e Cortina d'Ampezzo (a Rione Santa Caterina, all'incrocio con la SP 1 della Sinistra Piave) indicano di dirigersi verso l'autostrada sebbene di colore blu. Inizialmente al posto dell'autostrada era prevista una variante della strada statale 51 per aggirare la Sella di Fadalto; le gallerie Fadalto Est, Santa Croce Est e Cave Est della carreggiata nord dell'A27, inizialmente previste per l'eventuale variante della strada statale, sono state riutilizzate per l'autostrada.
Nel 1996 è stato inaugurato il primo tronco di una lunga variante a scorrimento veloce senza soluzione di continuità che si estende fino alla variante costruita nel 1985 per l'accesso al ponte Cadore. Tale tracciato è composto da una galleria chiamata Termine lunga 2.253 m realizzata con lo scopo di aggirare Termine di Cadore e Davestra, e da un tratto in trincea che costeggia il Piave con lo scopo di evitare il centro di Ospitale di Cadore. Poco dopo la galleria è stato costruito uno svincolo per consentire l'accesso a Ospitale di Cadore senza percorrere l'intero vecchio tracciato. Fino al 2003 la variante terminava in località Rivalgo sfruttando una curva della strada preesistente.
Nel 2003 è stato inaugurato il secondo tronco della variante, composto dalla galleria Ospitale lunga 1.450 m e da un viadotto costruito sul Piave con lo scopo di aggirare la località Rivalgo. Fino al 2008 la variante terminava in prossimità del paese di Macchietto. Sempre fino al 2008, provenendo da Tai di Cadore, per accedere alla variante era necessario curvare a sinistra; è ancora oggi visibile il segnale di preavviso dell'incrocio con la variante e il vecchio tracciato, anche se è stato smantellato. Il vecchio tracciato sostituito da questi due tronchi è ancor oggi di competenza dell'ANAS ed è classificato come NSA 215, anche se sono ancora presenti i segnali di progressiva chilometrica con la dicitura SS 51.
Nel 2008 è stato inaugurato il terzo e ultimo tronco della variante, composto dalla galleria Macchietto lunga 1.258 m, con lo scopo di aggirare Macchietto. La costruzione di questa variante ha comportato alcune modifiche ai manufatti già costruiti negli anni precedenti: il viadotto sul Piave costruito nel 1985 presente in prossimità di Macchietto è stato modificato per essere indirizzato verso la galleria, piuttosto che verso il paese di Macchietto come in passato. Inoltre l'incrocio per Perarolo presente a Macchietto è stato chiuso, per essere sostituito da uno svincolo presente prima della galleria attraverso il quale è possibile raggiungere sia Rivalgo che Perarolo, oltre che Macchietto, il cui passaggio è evitato dalla galleria. Con la costruzione di questa variante è diventato più difficoltoso per chi proviene da Tai raggiungere Macchietto, poiché lo svincolo prima della galleria per entrare a Macchietto è chiuso tramite barriere New Jersey e guard-rail: è quindi necessario raggiungere Perarolo (tramite lo svincolo prima della galleria Col di Caralte) e percorrere la SP 42 (ex SS 51) fino a Macchietto, oppure percorrere la galleria Macchietto, svoltare a destra nello svincolo per Rivalgo e Perarolo e nella rotatoria situata sopra lo svincolo svoltare ancora a destra per Perarolo. Una situazione simile è accaduta agli abitanti di Macchietto per poter raggiungere Tai di Cadore: se prima della costruzione del tunnel questi potevano beneficiare della variante a scorrimento veloce per scavalcare Perarolo, oggi si trovano costretti a percorrere il tracciato pre-1985 della SS 51, quindi la strada comunale Perarolo-Caralte, per immettersi infine sul ponte Cadore. Inoltre, dopo la costruzione del tunnel, Macchietto non è più servito da autobus di linea DolomitiBus.

### Tangenziale est di Vittorio Veneto
Un'ulteriore variante al tracciato originario della strada statale 51 di Alemagna è costituita dalla tangenziale est di Vittorio Veneto, di cui nel marzo 2021 è stato inaugurato il primo stralcio (dalla località Rindola fino alla località La Sega). Il manufatto principale di questo intervento è una galleria di 1,5 km che attraversa il Monte Marcantone (il cosiddetto "Traforo di Santa Augusta"), consentendo il superamento del centro storico di Serravalle, attraversato dal tracciato originario della statale. Il secondo stralcio della tangenziale est collegherà la località Rindola fino all'ospedale civile della città; a Marzo 2021 la progettazione risulta in fase di avvio.

## Percorso
La strada inizia dalla periferia di Conegliano, anche se di fatto nel comune di San Vendemiano, staccandosi dalla strada statale 13 Pontebbana. Punta a nord raggiungendo San Giacomo di Veglia e Vittorio Veneto. Da qui la strada comincia a salire lungo la Val Lapisina, costeggiando, nell'ordine, il lago di Negrisiola, il lago del Restello e infine il lago Morto. Superata la Sella di Fadalto la strada entra in provincia di Belluno, per la precisione in Alpago, e costeggia il lago di Santa Croce. In località La Secca, si dirama la strada statale 422 dell'Alpago e del Cansiglio.
La strada entra in comune di Ponte nelle Alpi nella frazione di Cadola. Entrata nella frazione di Rione Santa Caterina si dirama la strada provinciale 1 della Sinistra Piave all'interno di una rotatoria (in passato la SS 51 curvava a destra), attraversa un ponte sul Piave (è proprio da questo ponte che il paese di Ponte nelle Alpi prende il suo nome), e giunta a Ponte nelle Alpi si dirama la strada statale 50 del Grappa e del Passo Rolle per raggiungere Belluno, in un incrocio che dal 1995 fino al 2014 era un incrocio semaforizzato, per poi essere trasformato in una rotatoria. Passata Ponte nelle Alpi, la strada punta verso nord, raggiungendo Fortogna e Longarone, dove incrocia la strada statale 251 della Val di Zoldo e Val Cellina percorrendo pure un tratto in comune con quest'altra arteria.
Attraversata Longarone, la strada entra in comune di Ospitale di Cadore, ed oggi si presenta con una variante a scorrimento veloce composta da viadotti e tre gallerie (Termine, Ospitale e Macchietto) che affianca il tracciato storico. Dopo la galleria Macchietto, la strada entra in comune di Perarolo di Cadore, attraversa il Piave tramite un viadotto, attraversa la montagna attraverso la galleria Col di Caralte ed attraversa nuovamente il Piave attraverso il ponte Cadore, sul quale entra in comune di Pieve di Cadore. Tale tratto presenta tre corsie in molte parti.
Prima di entrare a Tai di Cadore, c'è un lungo tratto composto da corsie di preselezione con il limite di 50 km/h, dal momento che in questo punto si dirama la strada statale 51 bis di Alemagna da cui è possibile raggiungere la strada statale 52 Carnica per Auronzo di Cadore e il Comelico, dopo la costruzione di una variante composta da due gallerie con lo scopo di bypassare il paese di Pieve di Cadore. Prima della costruzione di questa variante, la SS 51 bis si diramava nel paese di Tai di Cadore.
Entrata a Tai di Cadore, la strada curva a sinistra entrando nella valle del Boite. Superata Valle, entra nella frazione di Venas dove si innesta la strada statale 347 del Passo Cereda e del Passo Duran proveniente da Cibiana di Cadore. Da qui la strada inizia a salire di altitudine; superata Venas la strada entra in Oltrechiusa, attraversando Vodo di Cadore e Borca di Cadore, e infine San Vito di Cadore.
In tale tratta la strada veniva sovrappassata due volte dalla ferrovia delle Dolomiti, attiva fra il 1921 e il 1964.
Dopo la località Acquabona, la strada entra a Cortina d'Ampezzo, i cui chilometri 102+823 e 103+420 coincidono con il centralissimo Corso Italia. Tuttavia, vista la popolarità mondiale della cittadina, da molti anni tale via è zona a traffico limitato, e pertanto come deviazione vengono utilizzate due vie comunali di Cortina (Via Guglielmo Marconi in direzione Dobbiaco e Via Barone Franchetti in direzione Tai di Cadore) non classificate come SS 51 ma date in gestione ad ANAS. Dalla località Fiames, la SS 51 diventa una vera strada di montagna (seppur ci sia solo un tornante), raggiunge il passo Cimabanche (1.529 m s.l.m.) entrando così in Trentino-Alto Adige (provincia di Bolzano). La strada percorre la Val di Landro, ed a Carbonin si innesta la strada statale 48 bis delle Dolomiti proveniente da Misurina. Da qui l'arteria raggiunge Dobbiaco innestandosi nella strada statale 49 della Pusteria.
Nel comune di Cortina d'Ampezzo la strada denominata "Corso Italia" è stata declassificata tra via Olimpia e Via Marconi poiché divenne pedonale negli anni 80.

## Tabella percorso Castellavazzo-Pieve di Cadore
| di Alemagna tratto Casellavazzo - Pieve di Cadore |                                                                    |      |                     |                       |           |
| Tipo                                              | Indicazione                                                        | km   | Corsie dir. Cortina | Corsie dir. Longarone | Provincia |
|                                                   | Castellavazzo                                                      | 52,3 | 1                   | 1                     | BL        |
|                                                   | Termine di Cadore                                                  | 53,3 | 1                   | 1                     | BL        |
|                                                   | Galleria Termine                                                   | 53,5 | 1                   | 1                     | BL        |
|                                                   | Davestra - Ospitale di Cadore                                      | 56,0 | 1                   | 1                     | BL        |
|                                                   | Ospitale di Cadore                                                 | 57,2 | 1                   | 1                     | BL        |
|                                                   | Galleria Ospitale                                                  | 57,3 | 1                   | 1                     | BL        |
|                                                   | Perarolo di Cadore - Ospitale di Cadore                            | 60,3 | 1                   | 1                     | BL        |
|                                                   | Galleria Macchietto                                                | 61,4 | 1                   | 1                     | BL        |
|                                                   | Fiume Piave                                                        | 62,7 | 1                   | 1                     | BL        |
|                                                   | Zona industriale                                                   | 63,4 | 2                   | 1                     | BL        |
|                                                   | area di servizio                                                   | 64,0 | 2                   | 1                     | BL        |
|                                                   | Galleria Col di Caralte                                            | 65,6 | 1                   | 1                     | BL        |
|                                                   | Caralte - Perarolo di Cadore                                       | 67   | 1                   | 2                     | BL        |
|                                                   | Ponte Cadore                                                       | 67,5 | 1                   | 2                     | BL        |
|                                                   | della Cavallera Perarolo di Cadore                                 | 68,7 | 1                   | 2                     | BL        |
|                                                   | Sottocastello                                                      | 69,6 | 1                   | 2                     | BL        |
|                                                   | Maias                                                              | 70,9 | 1                   | 2                     | BL        |
|                                                   | di Alemagna Sappada Auronzo di Cadore Comelico Calalzo di Cadore   | 71,4 | 1                   | 1                     | BL        |
|                                                   | Tai di Cadore Pieve di Cadore Cortina d'Ampezzo Dobbiaco (Toblach) | 71,9 | 1                   | 1                     | BL        |

## Divieti
- Divieto di transito per autocarri sopra le 7,5 tonnellate e per autobus in località Ponte nelle Alpi sul ponte sul Piave a partire dal 2001. L'itinerario alternativo per tali veicoli è l'autostrada A27.
- Zona a traffico limitato dal km 102+823 al 103+420 a Cortina d'Ampezzo (Corso Italia). Il traffico viene deviato nelle vie comunali Guglielmo Marconi in direzione Dobbiaco e Via Barone Franchetti in direzione Tai di Cadore per poi immettersi nuovamente sulla SS 51 al km 103+420.

## Interruzioni
Nell'estate 2025 la statale è stata soggetta a diverse interruzioni temporanee tra Cortina e San Vito di Cadore, causate da colate detritiche provenienti dal gruppo della Croda Marcora.

## Diramazioni
| Numero    | Inizio        | Fine                                  | Lunghezza |
| --------- | ------------- | ------------------------------------- | --------- |
| SS 51 bis | Tai di Cadore | innesto nella SS 52 a Lozzo di Cadore | 12,480 km |